# Yoshiki Takei
Yoshiki Takei (武居 由樹, Takei Yoshiki) est un boxeur et kickboxeur japonais né le 12 juillet 1996 à Tokyo.

## Carrière
Passé professionnel en boxe anglaise en 2021, il devient champion du monde des poids coqs WBO le 6 mai 2024 après sa victoire aux points face à Jason Moloney. Takei conserve sa ceinture le 3 septembre 2024 après avoir battu aux points Daigo Higa et le 28 mai 2025 par arrêt de l'arbitre dès le premier round contre Yuttapong Tongdee.